# 高南容
高南容，渤海国大臣，高氏。
渤海康王大嵩璘时，高南容官至和部少卿兼和干苑使，封开国子。正历十五年（唐宪宗元和四年、日本大同四年、809年），康王大嵩璘去世，定王大元瑜即位，十月，大元瑜派高南容与高多佛等出使日本，并告哀。次年，入平安京。四月，在鸿胪馆款待。不久，携日本嵯峨天皇回复大元瑜的国书返回渤海。九月，再次携国书出使日本，贺嵯峨天皇即位。十二月，入平安京。永德二年（811年）四月，与日本使林东人同归渤海国。